# Microvalgus fasciculatus
Microvalgus fasciculatus är en skalbaggsart som beskrevs av Lea 1914. Microvalgus fasciculatus ingår i släktet Microvalgus och familjen Cetoniidae. Inga underarter finns listade i Catalogue of Life.